# Kap Disappointment (Grahamland)
Das Kap Disappointment (schwedisch Besvikelsens Kap, in Argentinien Cabo Desengaño) ist ein Kap an der Oskar-II.-Küste des Grahamlands auf der Antarktischen Halbinsel. Es bildet den östlichen Ausläufer der Akra-Halbinsel zwischen dem Exasperation Inlet im Norden und dem Scar Inlet im Süden.
Teilnehmer der Schwedischen Antarktisexpedition (1901–1903) unter der Leitung Otto Nordenskjölds entdecken es. Deren Versuche, das Kap über zerklüftetes Eis zu erreichen, mussten zu ihrer Enttäuschung  (schwedisch besvikelsens, englisch disappointment, spanisch desengaño) erfolglos abgebrochen werden.